# 2005年宫城地震
2005年宫城地震是指2005年8月16日11时46分28秒发生于日本宫城县近海的地震。是次地震震中位于北纬38.276度、东经142.039度，地震规模为MW 7.2级、Mj 7.2级、Ms 6.8级、Me 6.7级，震源深度约36.0千米，最大烈度为7（Ⅶ）度（或震度阶级6弱）。本次地震引起了最大高度为12厘米的海啸。除此之外，本次地震共造成12人重伤、88人轻伤。

## 构造背景
日本列岛地处欧亚大陆板块、北美洲板块、太平洋板块和菲律宾板块四个板块的交界处，是组成环太平洋火山地震带的一部分。太平洋板块、北美洲板块和欧亚大陆板块、菲律宾板块互相碰撞，使得日本列岛逐渐从海底突起，这使得日本附近地区火山、地震等自然灾害频发。而宫城县近海位于北美板块和太平洋板块的接壤处，是日本地震最频繁的地区之一。历史记录表明，宫城县近海地区重复发生的近海大地震的震级在7.5级左右，其重复间隔大约为37.1年。2000年，日本地震调查委员会通过分析认为，1978年宫城地震的震源域在将来的30年内发生7.5级规模地震的概率为90%。
在本次地震的前一个月内，震中附近地区出现了电磁辐射异常现象，并在震前2天震中上空附近发生了磁场与电场的同步增强现象。

## 震度
以下列出观测到震度5弱以上的地區。
| 震度 | 都道府县 | 市区町村 |
| ---- | -------- | --- |
| 6弱  | 宮城縣   | 川崎町 |
| 5強  | 岩手县   | 藤澤町 |
| 5強  | 宮城县   | 藏王町 名取市 仙台市泉区 仙台市宮城野區 東松島市 登米市 栗原市 田尻町 涌谷町 石巻市                                                                       |
| 5強  | 福岛县   | 鹿島町 新地町 相馬市 川俣町 國見町 |
| 5弱  | 岩手县   | 室根村 千厩町 平泉町 花泉町 衣川村 胆澤町 前澤町 金ケ崎町 東和町 矢巾町 江刺市 一関市 北上市 花巻市 二戸市 陸前高田市                                     |
| 5弱  | 宮城县   | 山元町 亘理町 柴田町 村田町 大河原町 岩沼市 角田市 白石市 塩竈市 仙台市若林区 歌津町 志津川町 女川町 鹿島台町 松山町 加美町 大衡村 大鄉町 氣仙沼市 古川市 |
| 5弱  | 福島县   | 飯館村 小高町 原町市 田村市 中島村 東和町 霊山町 保原町 梁川町 桑折町 福島市                                                                              |
| 5弱  | 茨城县   | 日立市 |

## 机构反应
日本气象厅测定，本次地震震中位于宫城县近海，地震规模为Mj 7.2级，震源深度约为42千米，最大震度阶级为6弱。美国地质勘探局同日测定，本次地震震中位于本州岛东部沿岸，地震规模为MW 7.2级、Ms 6.8级、Me 6.7级，震源深度约36.0千米，最大烈度为7（Ⅶ）度。
地震发生后3分半左右（即11时30分），日本气象厅对宫城县沿岸发布海啸注意报，后于13时15分解除。
美国地质勘探局认为，本次地震是一次发生于太平洋板块和北美板块交界处的逆冲型事件。

## 震害情况
本次地震共造成984栋房屋部分受损、1栋房屋全部受损，同时造成12人重伤、88人轻伤。位于宮城县亘理町的鳥海公園陆上竞技场出现了液化现象，同县小牛田町（现美里町）的战死者忠魂碑倒塌受损。东京震感强烈，从东北地方到近畿地方的最大半径约850千米的范围内有感。美国地质勘探局根据互联网在线震感调查页面收集到的震感报告，推定出本次地震的最大烈度为7（Ⅶ）度。东北新干线、部分铁路干线以及仙台市地铁系统均中止运行。
在日本气象厅对宫城县沿岸发布海啸注意报33分钟后，即12时03分，设于宫城县石卷市鮎川的验潮仪观测到了第一波海啸，后于12时12分观测到了最高高度为13厘米的海啸，后修订为12厘米。